# Lachnocnema reutlingeri
Lachnocnema reutlingeri är en fjärilsart som beskrevs av Holland 1892. Lachnocnema reutlingeri ingår i släktet Lachnocnema och familjen juvelvingar. Inga underarter finns listade i Catalogue of Life.